# Hohe Straße 1 (Quedlinburg)

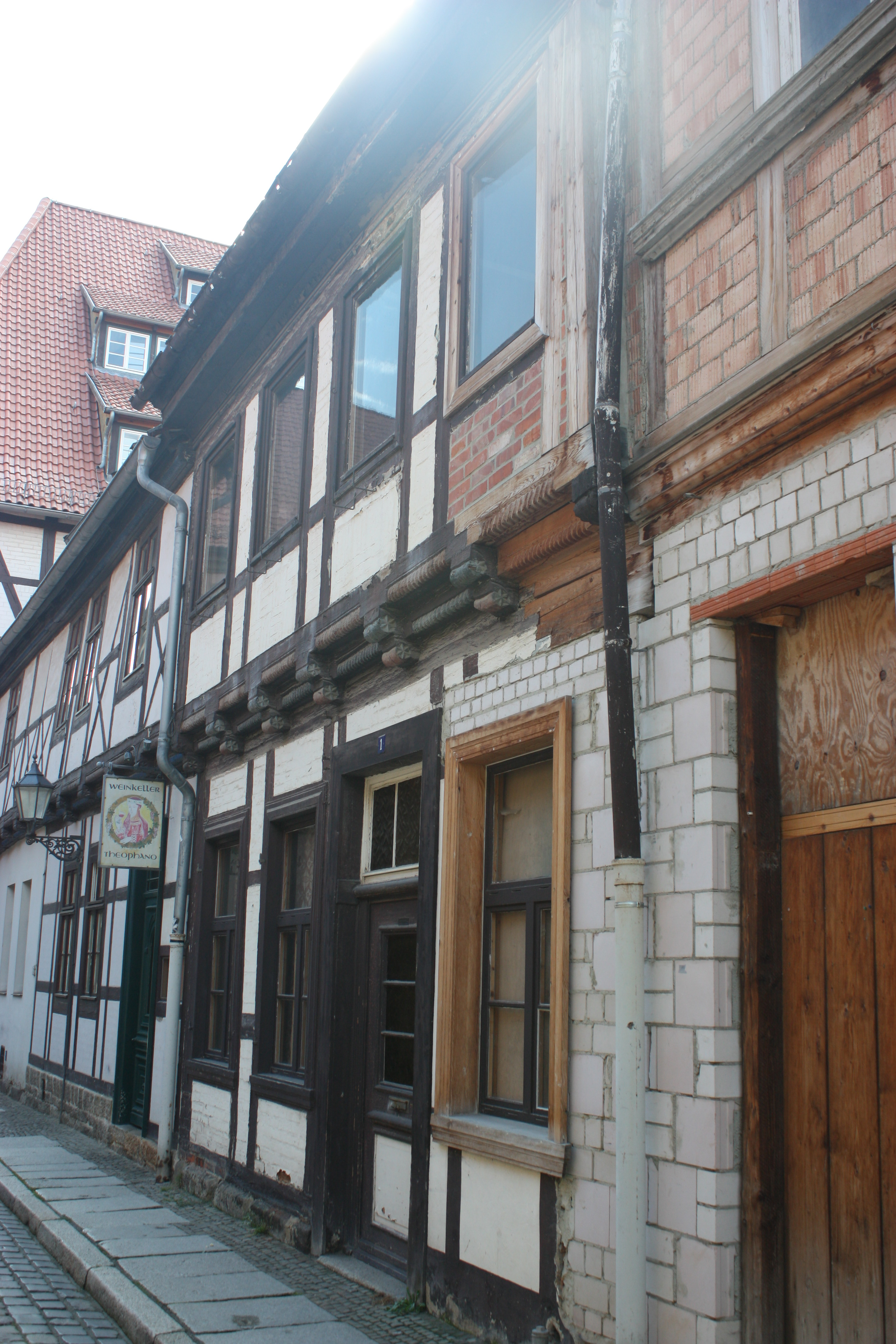
Haus Hohe Straße 1

Das Haus Hohe Straße 1 ist ein denkmalgeschütztes Gebäude in der Stadt Quedlinburg in Sachsen-Anhalt.

## Lage
Es befindet sich im Stadtgebiet westlich des Quedlinburger Marktplatzes und gehört zum UNESCO-Weltkulturerbe.

## Architektur und Geschichte
Das im Denkmalverzeichnis Quedlinburgs als Wohnhaus eingetragene Fachwerkhaus entstand in der ersten Hälfte des 17. Jahrhunderts. Die Fassade des im Stil der Spätrenaissance errichteten Gebäudes weist gedrehte Taustäbe und walzenförmige Balkenköpfe auf. Darüber hinaus wird das Haus als spätes Vorkommen der Verzierung mit Fächerrosetten beschrieben. Bei einer späteren Umgestaltung im Barock erhielten Gefache Zierausmauerungen. Die im Erdgeschoss befindlichen Fensterrahmungen stammen aus der Zeit des Klassizismus. 